# Sant Pau de la Calçada
Sant Pau de la Calçada és un petita població al sud de Figueres (Alt Empordà), que tenia terme (jurisdicció del Comte d'Empúries i del Monestir de Sant Pere de Rodes) i districte cadastral propis a principis del Segle XIX. Més endavant va ser incorporat al terme municipal de Figueres a mitjans del mateix segle.
Els seus principals elements patrimonials són l'església d'origen romànic
i la torre del mateix nom. L’actual ermita té una sola sola nau amb capçalera semicircular, datada del segle XV. Del segle XI hi ha només unes petites restes romàniques en els fragments d’un mur.
Aquest poble era molt a prop del camí reial (La Calçada), que primerament envoltava Figueres per llevant, i posteriorment se'n va fer un de nou que l'atravessava. L’historiador Joan Badia i Homs escriu, en el llibre “L’arquitectura medieval de l’Empordà”, que l’any 1820, quan el masover del mas de Sant Pau estava llaurant uns camps d’aquell entorn, se li enfonsà l’arada i a l’esvoranc descobrí un llarg tram de paviment de pedres que tenia quatre capes de material, que suposadament era l’antiga calçada romana.
Sant Pau de la Calçada va ser parròquia independent fins a 1577, quan va ser unida a la de Figueres, quan tenia una sola casa com a feligresia.Com a parròquia ja va ser esmentada l'any 990.
El camí per anar a l’ermita de Sant Pau de la Calçada es feia, fins al 1999, a través de la carretera Nacional i calia creuar un pas a nivell del ferrocarril, però aquell any fou suprimit i es va fer una carretera lateral per la part de llevant de la via del tren, que és el vial actual d’accés.